# Pałac w Gilowie
Pałac w Gilowie – zabytkowy pałac wybudowany w XIX w. w Gilowie.

## Położenie
Pałac położony jest w Gilowie – wsi w Polsce, w województwie dolnośląskim, w powiecie dzierżoniowskim, w gminie Niemcza.

## Historia
Obiekt jest częścią zespołu pałacowego, w skład którego wchodzą jeszcze: park, ogrodzenie z bramką w parku.